# Duvet (pilosité)
Pour les articles homonymes, voir duvet.

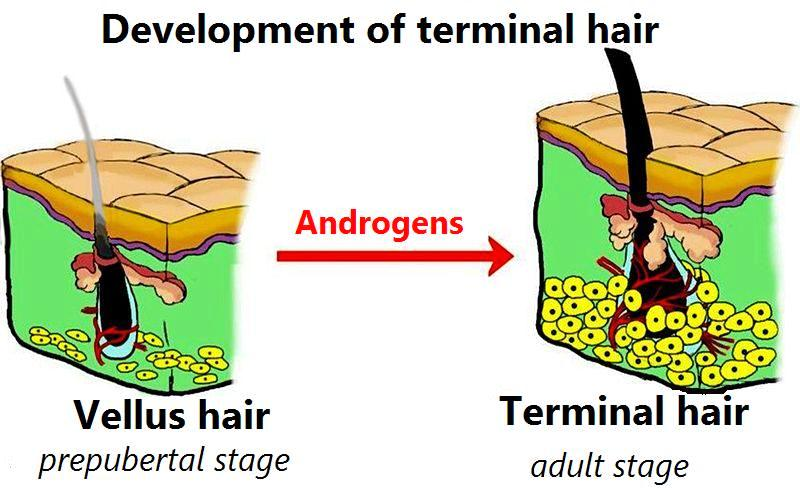
Développement d'un poil de duvet en poil terminal.

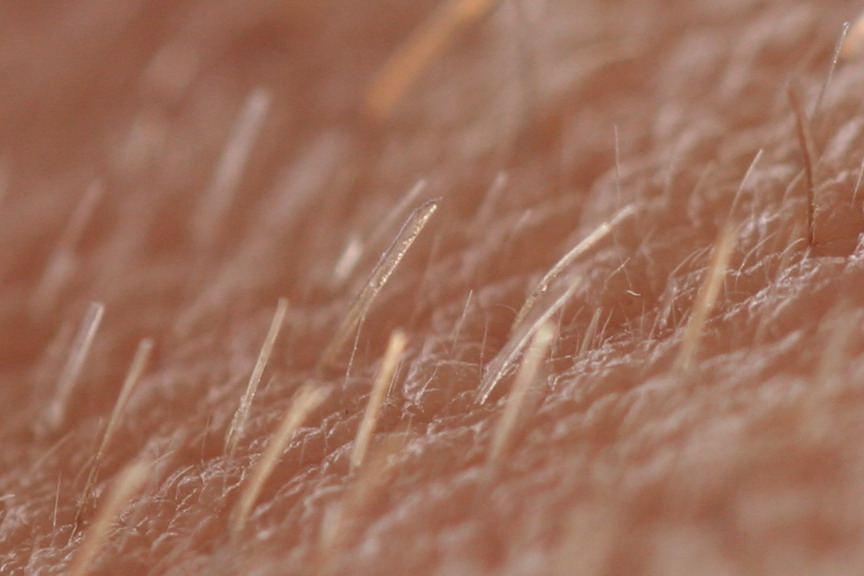
Duvet.

Le duvet est un poil fin, doux, de faible pigmentation et presque invisible qui recouvre la totalité du corps, à l'exception des lèvres, de l'arrière des oreilles, de la paume des mains, de la plante des pieds, de certains zones génitales externes, du nombril et des tissus cicatrisés.
Ces poils pâles sont plus visibles chez l'enfant ou la femme adulte qui ont moins de poils terminaux qui masquent le duvet.

## Production
Pendant les cinquième et sixième mois, le fœtus est recouvert d'un manteau de poils fins appelé lanugo. Ce revêtement velu disparaît vers le septième mois et le duvet, constitué de ces poils de longueur inférieure à 1 cm, fait alors son apparition. Au moment de la puberté, sous l'action des hormones androgènes, une partie des poils de ce duvet, ou vellus, se transforme en poils terminaux.

## Fonction
En se hérissant (réflexe pilo-moteur), ces poils emprisonnent une couche d'air isolante qui évite les déperditions de chaleur. Toutefois, chez l'homme, la diminution de la pilosité durant l'évolution a rendu ce mécanisme peu efficace, peu d'air étant effectivement conservé par les poils.[Information douteuse]